# Chrysso barrosmachadoi
Chrysso barrosmachadoi är en spindelart som beskrevs av Lodovico di Caporiacco 1955. Chrysso barrosmachadoi ingår i släktet Chrysso och familjen klotspindlar.
Artens utbredningsområde är Venezuela. Inga underarter finns listade i Catalogue of Life.